# 吉代勒
吉代勒（法語：Guidel，法語發音：[ɡidɛl]）是法国莫尔比昂省的一个市镇，属于洛里昂区。

## 地理
吉代勒（47°47'26"N, 3°29'19"W）面积52.29 平方千米，位于法国布列塔尼大區莫尔比昂省，该省份为法国西北部沿海省份，位于布列塔尼半岛南部，北起阿摩尔滨海省、西接菲尼斯泰尔省，南濒大西洋，东南接大西洋卢瓦尔省，东临伊勒-维莱讷省。
与吉代勒接壤的市镇（或旧市镇、城区）包括：雷代内、蓬斯科夫、热斯泰勒、凯旺、普勒默尔、克洛阿尔卡诺埃特、坎佩莱。

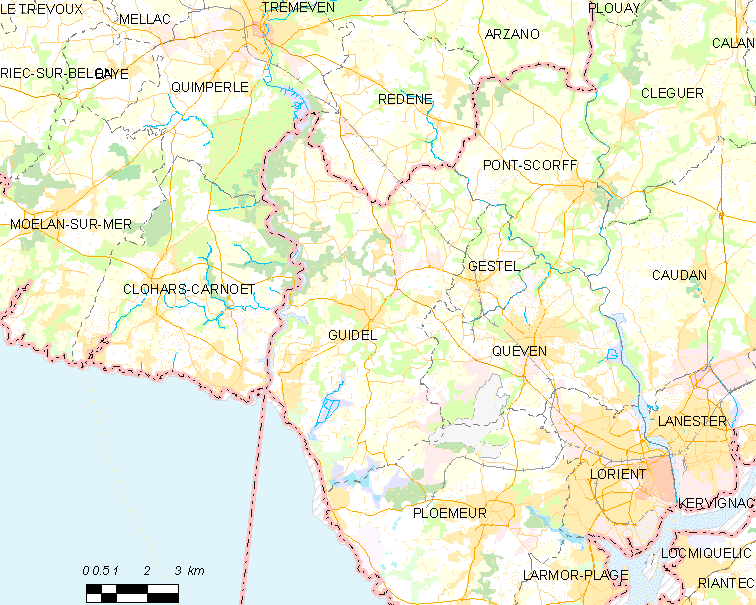
吉代勒的OSM定位图

吉代勒的时区为UTC+01:00、UTC+02:00（夏令时）。

## 行政
吉代勒的邮政编码为56520，INSEE市镇编码为56078。

## 政治
吉代勒所属的省级选区为吉代勒县。

## 人口

1962-2008年间吉代勒人口变化图示

吉代勒于2022年1月1日时的人口数量为12236人。